# Colladonus atriflavus
Colladonus atriflavus är en insektsart som beskrevs av Downes 1952. Colladonus atriflavus ingår i släktet Colladonus och familjen dvärgstritar. Inga underarter finns listade i Catalogue of Life.